# Islands
Islands je album skupine King Crimson izdan leta 1971.
Zadnji album skupine King Crimson, preden se je začela spuščati v vode progresivnega metala (naslednji tri albumi), je tudi zadnji, za katerega besedila pesmi je napisal Peter Sinfield. Na naslednjih albumih je skupina začela spreminjati svoj tradicionalno in širše poznano glasbo.
Album je po strokovnih ocenah slabši od prejšnjih, oboževalci skupine pa ocenjujejo drugo stran plošče veliko boljše od prve 1. Štiri skladbe vsebujejo besedilo, od tega tri opisujejo ženske, ena od njih celo »z odkritim sovraštvom do žensk« – »Ladies of the Road« (ang. Dame s ceste), čeprav nekateri pravijo, da je bila pesem mišljena kot šala.

## Seznam pesmi
1. »Formentera Lady« (Robert Fripp, Peter Sinfield) – 10:14
2. »Sailor's Tale« (Fripp) – 7:21
3. »The Letters« (Fripp, Sinfield) – 4:26
4. »Ladies of the Road« (Fripp, Sinfield) – 5:28
5. »Prelude: Song of the Gulls« (Fripp) – 4:14
6. »Islands« (Fripp, Sinfield) – 11:51

## Zasedba

### King Crimson
- Robert Fripp – kitara, melotron, harmonij
- Boz Burrell – bas kitara, vokal
- Mel Collins – flavta, saksofon, vokal
- Ian Wallace – bobni, tolkala, vokal

### Gostujoči glasbeniki
- Paulina Lucas – vokal
- Keith Tippett – klavir
- Robin Miller – oboa
- Mark Charig – kornet
- Harry Miller – kontrabas